# Свен Дальквіст
Свен Дальквіст (швед. Sven Dahlkvist, нар. 30 травня 1955, Гагнеф) — шведський футболіст, що грав на позиції захисника. По завершенні ігрової кар'єри — футбольний тренер. Найкращий шведський футболіст 1984 року.
Як гравець насамперед відомий виступами за клуби АІК та «Еребру», а також національну збірну Швеції.

## Клубна кар'єра
У дорослому футболі дебютував 1975 року виступами за команду клубу АІК, в якій провів дванадцять сезонів, взявши участь у 256 матчах чемпіонату. Більшість часу, проведеного у складі клубу АІК, був основним гравцем захисту команди.
1988 року перейшов до клубу «Еребру», за який відіграв ще 4 сезони. Завершив професійну кар'єру футболіста виступами за команду «Еребру» у 1992 році

## Виступи за збірну
1979 року дебютував в офіційних матчах у складі національної збірної Швеції. Протягом кар'єри у національній команді, яка тривала 7 років, провів у формі головної команди країни 39 матчів, забивши 4 голи.

## Кар'єра тренера
Розпочав тренерську кар'єру невдовзі по завершенні кар'єри гравця, 1993 року, очоливши тренерський штаб клубу «Еребру». Наразі досвід тренерської роботи на професійному рівні обмежується цим клубом, в якому Дальквіст пропрацював сім років.

## Титули і досягнення
- Найкращий шведський футболіст року (1):

1984